# OceanHero
OceanHero je webový vyhledávač sídlící v Německu. Zaměřuje se na čištění oceánů od plastů. Oceány čistí na Haiti, ve Filipínách a v Indonésii. Vznikl v roce 2019, je možné jej použít jako vyhledávač či jako doplněk v prohlížeči. OceanHero funguje obdobně jako vyhledávač Ecosia, který financuje výsadbu stromů. Příjmy získává stejně jako většina ostatních vyhledávačů zobrazováním reklam ve výsledcích vyhledávání. Finanční zisk je použit právě na čištění oceánů.